# Brousse-le-Château
Brousse-le-Château es una comuna francesa del departamento del Aveyron en la región de Mediodía-Pirineos. Se sitúa en un promontorio rocoso entre los ríos Tarn y Alrance a 62 km de Rodez y 60 de Millau.
Se trata de un pueblo con abundante patrimonio medieval entre el que destaca su castillo (construido entre los siglos XIII y XVIII) que le vale estar clasificado en la categoría de les plus beaux villages de France.

## Demografía
| 310 | 268 | 219 | 225 | 203 | 163 |
| Para los censos de 1962 a 1999 la población legal corresponde a la población sin duplicidades (Fuente: INSEE [Consultar]) |     |     |     |     |     |